# 韋斯特達爾火山
54°31′05″N 164°39′00″W / 54.518°N 164.65°W

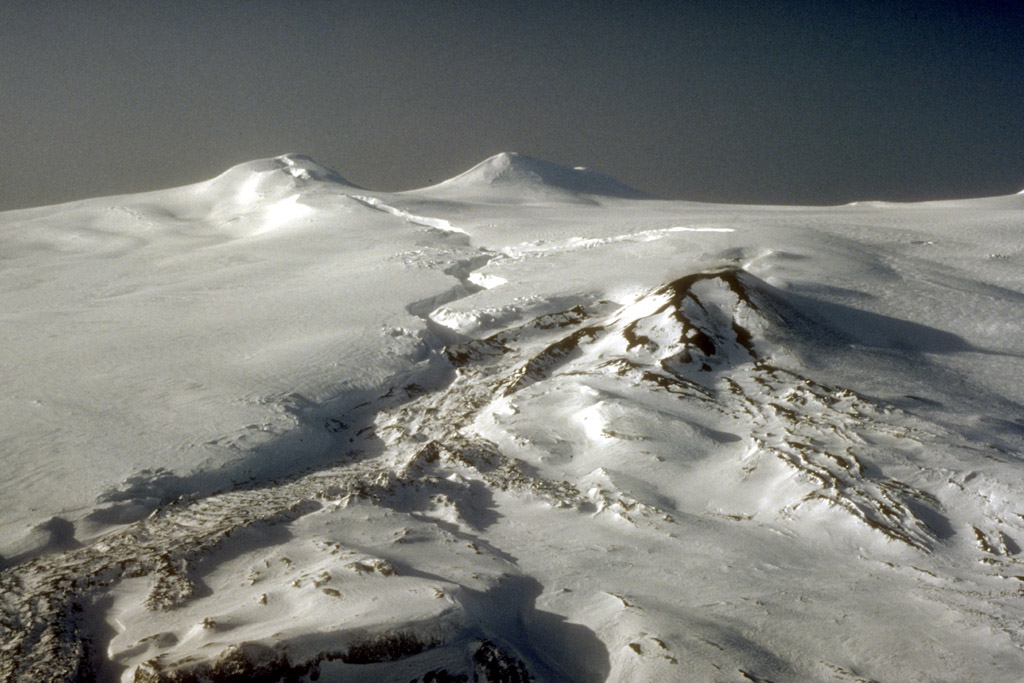

韋斯特達爾火山是美國的火山，位於烏尼馬克島，由阿拉斯加州負責管轄，屬於阿留申山脈的一部分，海拔高度1,654米，最近一次火山噴發在1992年發生。

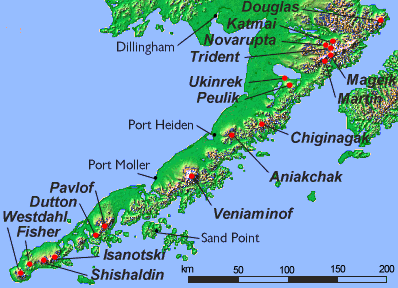

## 外部連結
- Volcanoes of the Alaska Peninsula and Aleutian Islands-Selected Photographs （页面存档备份，存于）
- Alaska Volcano Observatory （页面存档备份，存于）